# Первая кровь (роман)
«Первая кровь» (англ. First Blood) — роман-дебют американского писателя Дэвида Моррелла. Написан и впервые напечатан в 1972 году. Роман стал бестселлером. В России роман также печатался под названием «Рэмбо».

## Сюжет
Уилфред Тисл, начальник полиции городка Мэдисон (штат Кентукки), встречает на дороге молодого бродягу Джона Рэмбо, сажает его в машину и отвозит за пределы своего города. Рэмбо, сытый по горло таким отношением со стороны властей, возвращается в Мэдисон. Тисл снова его вывозит, а на третий раз арестовывает по обвинению в бродяжничестве. Судья приговаривает Рэмбо к 35-дневному заключению за бродяжничество и сопротивление аресту. Полицейские пытаются обрить Рэмбо, однако бывший солдат, чей разум искалечен войной, выхватывает бритву. Неопытный молодой полицейский выхватывает револьвер, но Рэмбо вспарывает ему живот, захватывает мотоцикл и убегает в горы, искалечив по пути ещё одного полицейского. Тисл собирает всех полицейских городка и, не уведомив полицию штата, бросается в погоню.
Голый и безоружный беглец находит у ручья скрытую самогонную установку, ему удаётся убедить самогонщиков дать ему одежду, обувь и винтовку, взамен он уводит погоню от места их производства. Рэмбо совершает ошибку, поднявшись на скалу, погоня прижимает его к краю утёса. Беглец спускается по скале, но в этот момент с борта прилетевшего вертолёта по нему открывают огонь. Рэмбо прыгает со скалы и цепляется за ближайшую сосну, но при этом ломает себе рёбра. Его ответный выстрел из кроны дерева попадает стрелку в лицо, испуганный пилот не справляется с управлением, вертолёт разбивается. Разозлённый Рэмбо открывает огонь по полицейским, вышедшим к краю утёса, один падает с обрыва, тяжело ранен приёмный отец Тисла — Орвал. Шокированный Тисл узнаёт по радио, что их противник — «зелёный берет» и герой Вьетнамской войны.
Начавшийся ливень смывает Орвала с обрыва. Рэмбо отказывается от идеи уйти как можно дальше во время бури и решает уничтожить преследователей. Пытаясь спуститься со скалы, четверо полицейских попадают в засаду Рэмбо и погибают. Тисл и ещё двое отступают, но Рэмбо догоняет их. Тисл идёт, чтобы встретиться с врагом лицом к лицу, в то время как Рэмбо убивает двоих его товарищей. Тисл пускается в бегство. Рэмбо, зная, что Тисл воевал в Корее, соблюдает осторожность, преследуя полицейского, что даёт ему шанс уйти.
На Рэмбо начинается повальная охота: полиция штата, Национальная гвардия и добровольцы прочёсывают лес. Замаскировавшись в грязи, Рэмбо избегает окружения и, сделав петлю, сбивает собак со следа. Затем он случайно натыкается на двух добровольцев и выдаёт себя выстрелом. Он отступает к руднику и собирается сдаться подошедшим гвардейцам, но замечает сквозное движение воздуха и выходит через другой ход рудника. Тисл встречает капитана Траутмена, начальника центра подготовки, где обучался Рэмбо. Он не позволяет себе ни минуты отдыха, выбивается из сил, и его отправляют в Мэдисон.
Проснувшись, Тисл понимает, что его кошмар пришёл за ним. Рэмбо приходит в Мэдисон, взрывает бензозаправку и, раздобыв динамит, разрушает всё вокруг. Тисл преследует своего врага. Ему удаётся перехитрить и ранить Рэмбо, сам он ранен ответным выстрелом, но продолжает преследование. Рэмбо скашивает преследователя ещё одним выстрелом и чувствует, что сам скоро расстанется с жизнью. Вскоре Тисл слышит новый выстрел и видит Траутмена, который заявляет, что прострелил голову своему ученику. Тисл умирает.

## Главные герои
- Джон Рэмбо — «зелёный берет», участник Вьетнамской войны, перенёс плен и из-за этого не может ночевать в помещении.
- Уилфред Тисл — начальник полиции города Мэдисон, участник войны в Корее.
- Самуэл Траутмен — офицер Армии США, начальник школы обучения «зелёных беретов».
- Орвал Келлерман — приёмный отец Тисла, владелец своры гончих.
- Керн — капитан полиции штата.

## Экранизация
В 1982 году режиссёр Тед Котчефф снял фильм «Рэмбо: Первая кровь». Роль Рэмбо исполнил Сильвестр Сталлоне. Сюжет фильма многим отличается от сюжета книги. Изменена не только концовка: в конце книги возможно Рэмбо погибает. Кроме концовки, в фильме изменено множество серьёзных деталей книжного сюжета. Также создатели фильма смогли отснять вторую концовку, ставшей альтернативой. Она в наибольшей степени пересекается с сюжетом книги.

### Отличия фильма от книги
- В книге умирает и сам главный герой, и преследовавший его полицейский Тисл. В фильме оба они остаются живы, правда, Тисл тяжело ранен.
- В книге Тисл описан как человек невысокого роста: 5 футов 6 или 7 дюймов (168—170 см). В фильме Тисла сыграл актёр ростом 6 футов 2 дюйма (188 см).
- В книге Рэмбо покидает полицейский участок голым, так как до этого его заставили помыться. В фильме одежда, находящаяся на Рэмбо, мало отличает его от других горожан.
- В книге Рэмбо убивает свыше 20 человек, а в фильме погибает только 1 человек (некоторые кинокритики увеличивают эту цифру до 4, ссылаясь на трёх полицейских, погибших во время преследования армейского грузовика с Рэмбо).
- В книге Рэмбо ещё в подвале полицейского участка убил человека.
- В фильме не показано то, что Рэмбо убил не просто кинолога: он тяжело ранил приёмного отца Тисла.
- Сэм Траутмэн, командир Рэмбо по фильму, в книге является только командиром школы, в которой обучали Джона, и имеет чин капитана, а не полковника.
- Для сокращения длины фильма удалено множество мелких сцен из пребывания Рэмбо в городке Мэдисон, а затем — последующей погони.
- Книжные реплики героя при экранизации были намного сокращены. В первой версии фильма даже не было заключительной речи Рэмбо. По мнению режиссёров, перевод с английского исказил бы насыщенность образа Джона, поэтому было принято решение обрезать текстовку.
- В книге Рэмбо достаточно многословен, в фильме он выглядит замкнутым, необщительным одиночкой.
- В фильме есть чёткое деление на героя (Рэмбо) и злодея (Тисл). В книге же оба персонажа выписаны с одинаковой симпатией. Более того, к концу книги злодеем становится именно Рэмбо. Он признаётся себе, что далеко не все совершённые им убийства были необходимостью — ему просто нравятся риск и опасность. Тисл же, напротив, действует из чувства долга перед людьми, которых он обязан защищать.
- В книге Рэмбо не угоняет военный грузовик с пулемётами.
- В книге Рэмбо пытается уехать из города на угнанной полицейской машине, но на выезде из города его поджидает Тисл. В фильме Рэмбо расстреливает из пулемёта полицейский участок, а затем держит в нём оборону.
- В фильме Сэм Траутмэн уговаривает Рэмбо сдаться. В книге он говорит, что пристрелил Рэмбо.

## Дальнейшее продолжение
Дэвид Моррелл написал ещё два романа о Рэмбо: «Первая кровь, часть 2» и «Рэмбо 3». В начале второй книги Траутмен не убивает Рэмбо. Присяжные приговаривают его к смерти, но апелляционный суд изменяет приговор на тюремное заключение. Его освобождают Траутмэн и Мэрдок (сотрудник ЦРУ) для выполнения опасного задания во Вьетнаме. В третьем романе Рэмбо отправляется в Афганистан, чтобы освободить пленённого советскими солдатами Траутмэна.

## Факты
«Рэмбо» — название сорта яблок, выведенный в Америке иммигрантом из Швеции Питером Гуннарсоном Рэмбо. Есть версия, что жена писателя принесла эти яблоки именно тогда, когда тот пытался придумать герою имя.